# Jan Karol Worłowski
Jan Karol Worłowski herbu Lubicz – skarbnik kowieński w latach 1673–1696.
W 1674 roku był elektorem Jana III Sobieskiego z Księstwa Żmudzkiego.